# Diabrotica undecimpunctata
Diabrotica undecimpunctata là một loài côn trùng gây hại nông nghiệp. Con lớn ăn lá nhiều loại cây trồng, bao gồm dưa leo, đậu nành, bông, đậu và nhiều loài cây trồng khác. Lúc ở dạng ấu trùng, chúng đục rễ cây non. Loài này có 3 phân loài:
- Diabrotica undecimpunctata howardi
- Diabrotica undecimpunctata tenella
- Diabrotica undecimpunctata undecimpunctata.

## Nơi sinh sống
Chúng được tìm thấy ở phía nam Canada, ở vùng đất cao ở México và cả ở Mỹ.

## Hình ảnh

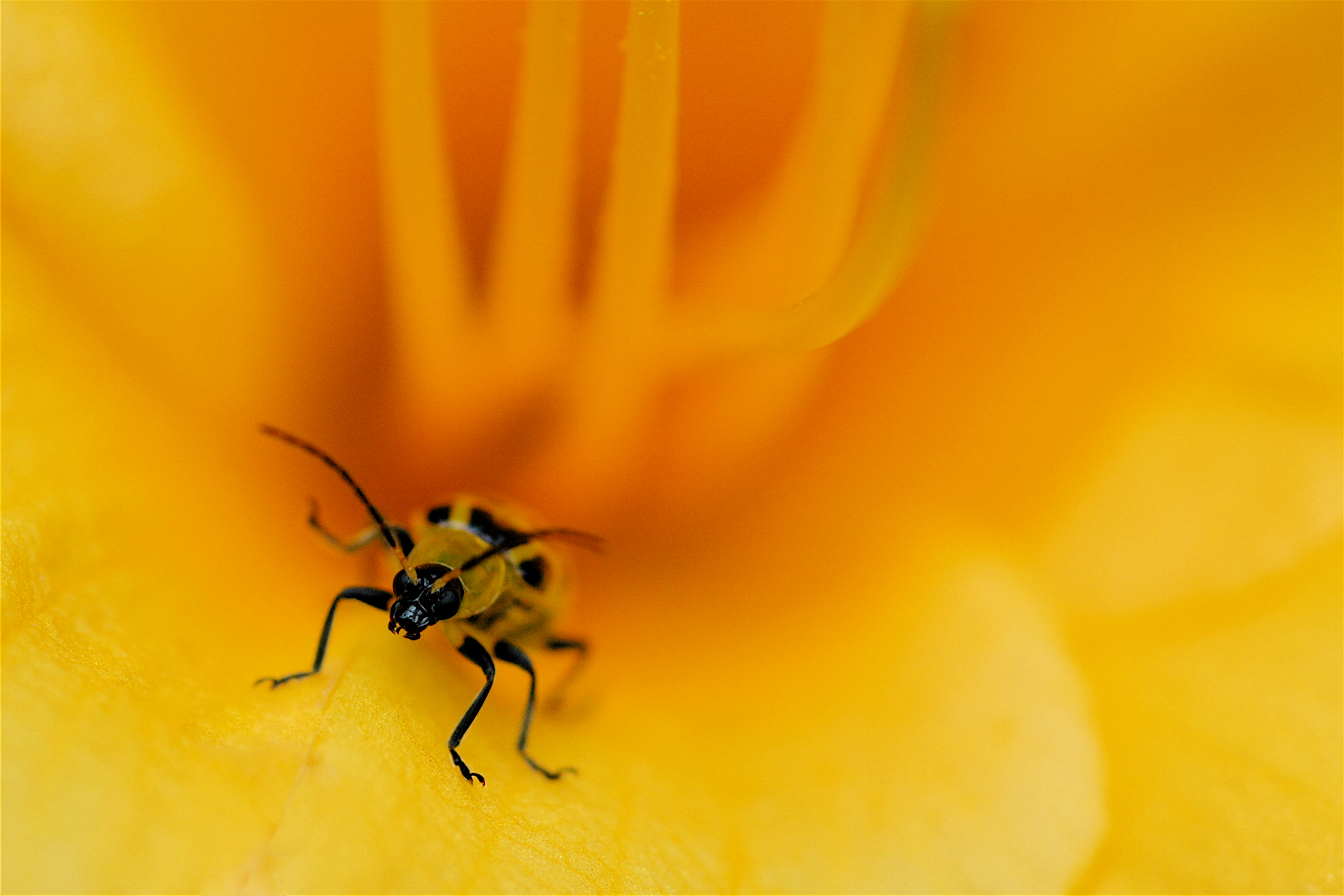
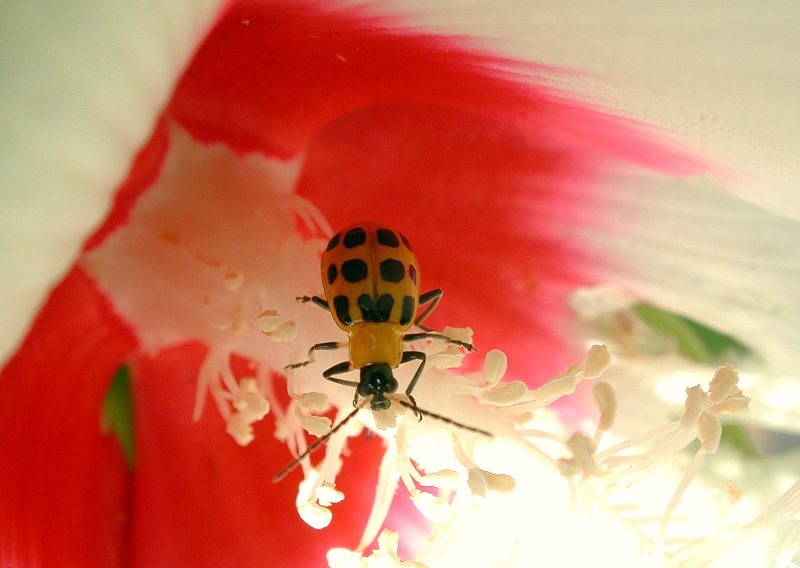
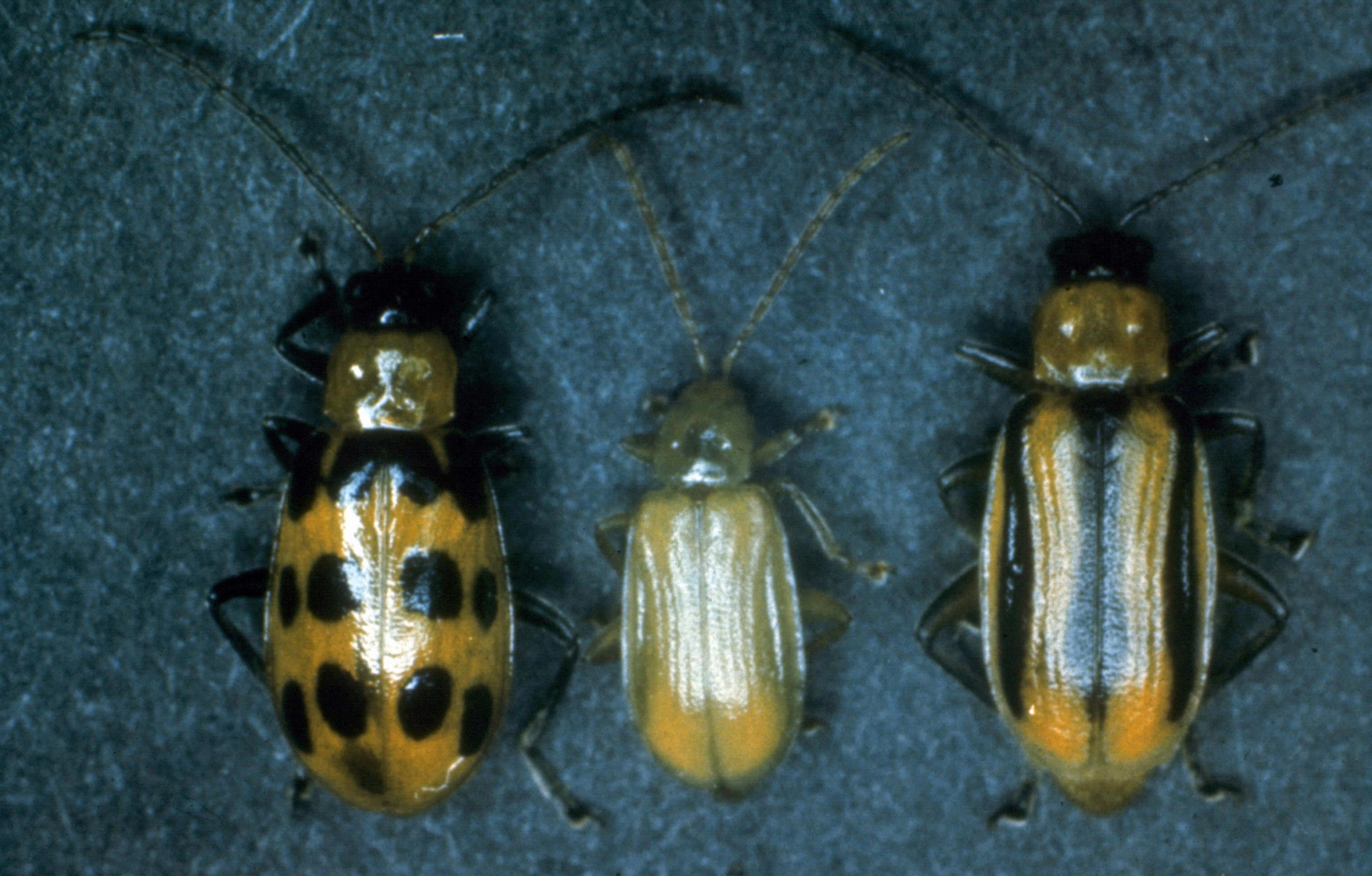
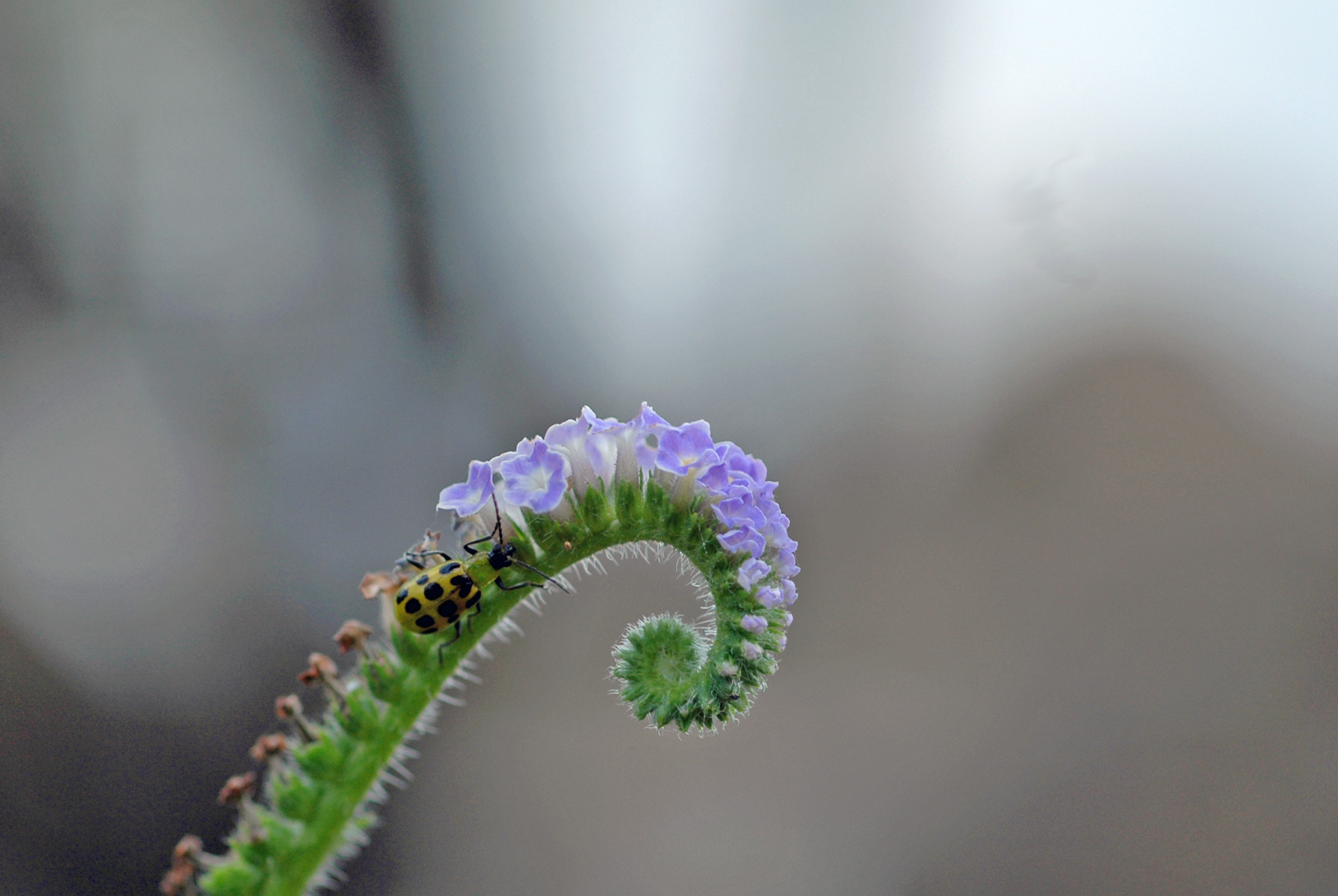
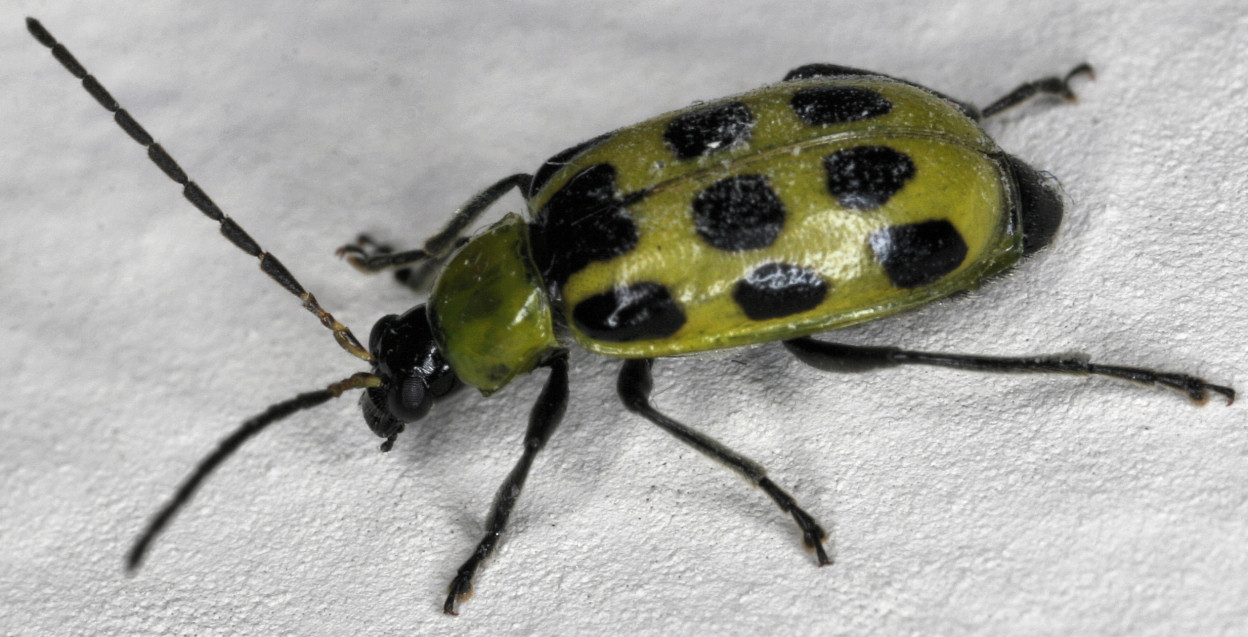
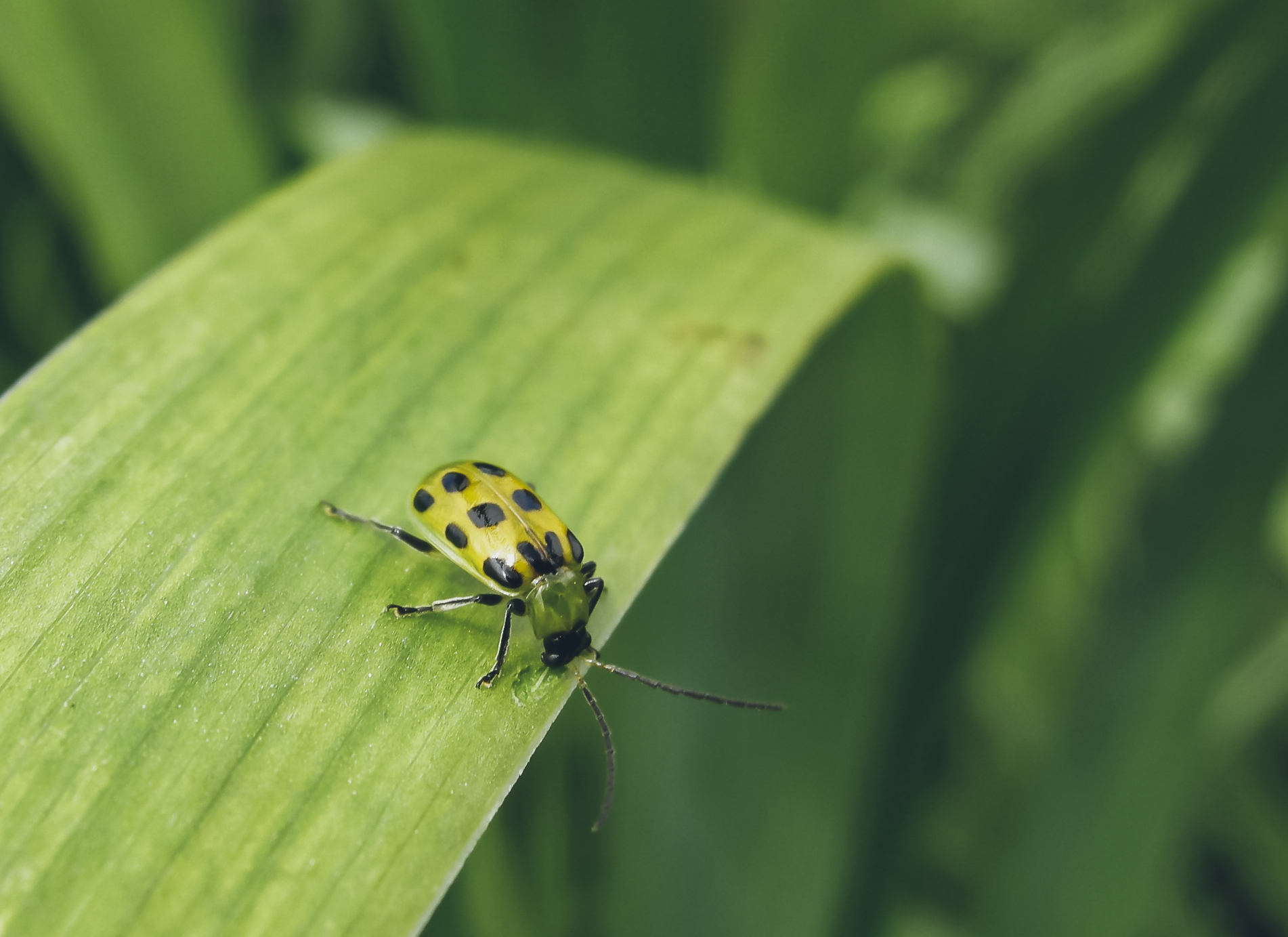